# Castillo de la Torre de Claramunt
El Castillo de la Torre de Claramunt es un monumento histórico de la población Torre de Claramunt perteneciente a comarca catalana de Noya en la provincia de Barcelona declarado Bien cultural de interés nacional.

## Historia
El topónimo de la Torre de Claramunt deriva de la torre fortificada, situada a ponente de término municipal y seguramente erigida por el linaje de la  casa de Claramunt  en el siglo XI para la vigilancia y el control del valle de la riera del Carme y del camino hacia el Panadés. Ésta fue una torre avanzada dependiente del castillo de Claramunt, que con el paso de los siglos se convirtió en un lugar cada vez más estratégico. Del pequeño cuidado de un par de centinelas se pasó a unas construcciones sólidas y permanentes. En el siglo XV la torre ya constaba de una serie de dependencias como prisión, establo, cocina, bodega, salita, tres cámaras, una recámara y las golfas. 
Los caballeros de Claramunt, durante los siglos X al XII, residían en el castillo de Claramunt. Pero desde principios del siglo XIV se trasladaron definitivamente a causa de la venta del castillo de Claramunt al vizconde Ramón Folc VI de Cardona en el año 1306. Desposeídos de su fortaleza principal, Berenguer de Claramunt, se retiró a la Torre de Claramunt, de la cual conservó el señorío aunque, siguiendo con su descenso, fue perdiendo poco a poco su antigua riqueza. En el año 1318 la Torre de Claramunt también pasó a formar parte del feudo y señoría del vizconde de Cardona Ramón Folc VI, por el precio de diez mil ducados. De todas formas, Berenguer de Claramunt, tributario del vizconde, fue autorizado para continuar viviendo en la Torre de Claramunt. Todo esto liga con el hecho de que el vizconde Ramón Folc VII de Cardona, hijo del anterior, pudiese nombrar, también, la Torre de Claramunt entre las posesiones que le pertenecían en nombre de su padre, al morir éste en el año 1320. 

En 1344, Asbert de Claramunt, casado con Beatriz de Pallars, cabeza del linaje de los Claramunt, era el señor del castillo. El vizconde Hugo II de Cardona le nombró gobernador de la cuenca de Ódena. Su hijo, Ramón de Claramunt, lo sucedió en 1386. Se casó primero con Leonor de Anglesola y, luego, con Violant, a la que, en 1410, dotó con 15.000 sueldos. Tuvo que intervenir en una pelea entre los alcaldes de los pueblos de la Pobla y de la Torre de Claramunt. 
En el 1410, la propiedad de la Torre de Claramunt pasó a ser de su hijo Lluís de Claramunt, casado, primero con Joana de Montbui y, luego, con Aldonça de Rajadell. En el año 1443, Pau de Claramunt, hijo de Lluís de Claramunt y señor de la Torre, atacó e hirió con sus hombres a unos señores de Igualada. Según la denuncia hecha por el consejo general igualadino al gobernador de Cataluña y a los consejeros de Barcelona, Pau de Claramunt salía muchos días con gente armada para atacar y robar a los habitantes de Igualada. Este hecho ya duraba desde hacía años y, en 1447, los igualadinos pidieron ayuda a la reina contra Joan de Claramunt y su padre Lluís. En uno de estos ataques, el veguer igualadino hizo cuatro prisioneros, entre los cuales se encontraba Joan de Claramunt. El duque de Cardona, Joan Ramón Folc II, tuvo que intervenir para resolver momentáneamente estas incidencias. 
El heredero fue Pau Lluís de Claramunt, casado con Antonia de la Sierra, en 1456 recibió temporalmente el dominio total del castillo de la Torre de Claramunt. Su sucesor fue Artal de Claramunt, casado con Joana de Olzinelles. En el 1441, el rey Alfonso V el Magnánimo lo nombró aguacil judicial del reino. Su heredero fue Joan de Claramunt, que se casó con Agnés de Sant Serni. En el 1503, fue convocado a las Cortes de Barcelona por el rey Fernando, el Católico. Lo sucedió su hijo Miquel Joan de Claramunt. En el 1532, obtuvo del papa Clemente VII la dispensa para poder casarse con su prima Isabel de Claramunt. En el año 1543, se volvió a casar con Ángela de Aregall.  Miquel Joan de Claramunt, en el 1549, hizo una nueva cabrevación de la Torre de Claramunt, bajo la supervisión del notario igualadino Martí Joan Franquesa. Murió en el 1561. 
Su heredero, Joan de Claramunt, en el 1561, hizo realizar un inventario de bienes de su difunto padre Miquel Joan de Claramunt. Esta fecha del 1561 figura en la llave de la dovela del portal del patio del castillo de Claramunt, junto a la divisa del linaje Claramunt, un monte con una flor de lis encima (en referencia a su origen Francés). En ese momento, las dependencias de la antigua torre de defensa fueron convertidas, por Joan de Claramunt, en una gran residencia, la estructura de la cual ha perdurado hasta ahora. 
Encima del portal residencial principal figura también esculpido el escudo nobiliario de los Claramunt,(en campo de oro, un monte florlisado de gules), que también figura en un ángulo exterior al sureste del castillo. En otros escudos repartidos por el patio del castillo y en otros en la sala mayor, además de las armas de los Claramunt, hay incorporados las señales heráldicas de señores posteriores como los Espuny, los Ribera, los Agulló, los Pinós, los Cardona, los Pallars, los Sentmenat y otras familias. 
Joan de Claramunt, en recompensa por sus servicios y por los de sus antepasados, recibió, en el 1566, de manos del duque de Cardona   Francisco Ramón I de Aragón y Folc de Cardona , la donación perpetua de la jurisdicción de la Torre de Claramunt y, entre los años 1591 y 1607, fue nombrado gobernador de la Cuenca de Ódena. El rey Felipe III, con ocasión de la visita real hecha a Barcelona en el 1599, lo declaró noble, y el documento acreditativo fue registrado por Pere Franquesa Esteve (Igualada, 1547 – Torres de León, 1614), conde de Villalonga y caballero de la orden de Muntesa, que en aquel momento era el secretario de la Corte y que le hizo a mano el título, en Igualada, una vez retornó la comitiva regia hacia Madrid. 
Fulgencia de Claramunt, hija de Joan de Claramunt, fue la sucesora. En el 1633 se casó con Francesc Cassador y, aunque tuvieron tres hijos, ninguno de ellos tuvo descendencia. En el 1644, ordenó una nueva cabrevación, bajo la dirección del notario de Igualada Agustín Baró. La hija segunda de Joan de Claramunt y hermana de Fulgencia, llamada Jerónima de Claramunt, es la heredera que, en el 1611, se casó con Josep Espuny. Su hijo, Ramón Espuny y Claramunt se murió en 1672 sin dejar descendientes. El castillo de la Torre de Claramunt pasó a manos de su hermana, María de Espuny y Claramunt, baronesa de Rivert y viuda de Alexandre Morera. Se casó, en segunda ocasión, con Francisco de Ribera, barón de Florejacs y oidor de la Real Audiencia. El rey Carlos II lo declaró noble en 1671. En el año 1704, María de Espuny, viuda de Ribera, actualizó la cabrevación de la Torre de Claramunt, con el concurso del notario de Igualada Bartomeu Costa. 
El heredero José Antonio de Ribera y de Espuny-Claramunt (Barcelona, 1668 – 1471) se casó primeramente con Teresa Soler Junyent, muerta en 1696 y, después, con Marina de Josa y de Agulló, en el 1700. Fue señor de los castillos de Florejacs, Bellvehy, Rivert y de la Torre de Claramunt. En 1707 fue capitán de la  Coronela de Barcelona  y diversas veces consejero de la ciudad condal. Seguidor de la causa del rey-archiduque Carlos de Austria (Carlos III) en la guerra de sucesión, éste, en 1708, le otorgó el título de conde pero con el nombre del sitio que él quisiera escoger de entre sus dominios. Se decidió por el  condado de Claramunt  y así pasó a ser el titular. 
José Antonio de Ribera y de Espuny-Claramunt era uno de los aristócratas que pertenecían al Consejo de Ciento entre los años 1713 y 1714 y fue el delegado cerca de la Generalitat para la mejora de las relaciones entre ambas instituciones, acompañado por Salvador Feliu de la Penya. 
José Antonio de Ribera y de Espuny-Claramunt, como decidido seguidor de la familia Austria, en la Junta de Brazos de 1713, se declaró partidario de oponer resistencia a Felipe V. En diciembre de 1714, bajo la ocupación borbónica, fue acusado de asistir a reuniones revolucionarias, en casa del  marques de tamarit Por este motivo y por sus antecedentes, Felipe V, a instancias del capitán general de Cataluña, fue desterrado a Burgos y recluido en el convento de la Trinidad. También le fueron confiscados sus bienes y unas rentas superiores a las mil libras cada año, con la exoneración del título de Conde de Claramunt, 
Su mujer, Marina de Josa y de Agulló, condesa de Claramunt, en nombre propio y el de sus ocho hijos, que vivían en su palacio de la calle Escudellers Blancs de Barcelona, medio derruido por los bombardeos de septiembre de 1714, pidieron repetidamente la libertad de  José Antonio de Ribera y de Espuny-Claramunt , que se le denegaba a causa de los informes negativos del capitán general de Cataluña, el marqués Castel-Rodrigo. Permaneció encerrado hasta el 1721 y hasta el 1725 no se le retornaron los bienes confiscados y sus rentas. Pero el título permanecería vacante, porque ni él, ni después sus hijos, no pidieron a Felipe V el restablecimiento del título de conde de Claramunt, al cual tenían derecho según las estipulaciones del tratado de paz de Viena de 1725. Se considera probable que Josep de Ribera colaborase con su hermano Antoni de Ribera, en la redacción de los Anales consulares de Barcelona. El hijo del primer matrimonio, Francesc de Ribera Soler, se casó, pero no tuvo descendientes. La pupila del segundo matrimonio, María de Ribera y de Josa, se casó en el 1726 con Francesc Salvador de Bournonville, segundo marqués de Rupit. En el año 1763 inició una nueva cabrevación de la Torre de Claramunt, con la autorización del notario de Igualada Vicens Aulet. 
Heredó la segunda hija Isabel de Ribera y de Josa que se había casado en 1727 con Menna de Sentmenat y de Agulló, segundo hijo de los primeros marqueses de Sentmenat y que el 1784 se convirtió en el quinto marqués de Gironella, según la carta de sucesión otorgada por el rey Carlos IV, al morir la titular, su prima María Teresa de Agulló. Isabel de Ribera ya había muerto en el año 1738. Su heredero, Menna de Sentmenat (Barcelona, 1728 – 1798), tomó el apellido Agulló, al heredar el marquesado de Gironella y las baronías de Florejacs, de Rivert y de la Torre de Claramunt. Se casó primero con María Luisa de Camprodom, muerta en 1783. Se casó por segunda vez con su prima hermana Lucia-Antonia de Vega, hija de Antonio de Vega y de María Josepa de Sentmenat. Para contraer matrimonio necesitó una dispensa que le concedió el papa Pío VI. Así fue como Lucia-Antonia, al quedarse viuda en el 1798, acumuló los apellidos de Vega, Agulló, de Pinós, de Cardona, de Carriera, de Josa, de Sentmenat, de Torrelles, de Maymó, de Claramunt, de Espoia, de Sant Serni y de Ribera; los títulos de  marques de Gironella y señora de las baronías de la Torre de Claramunt, de Florejacs, de Sitges, de Blancafort, de Bellvei, de Lloberola, de Merola, de Peguera y de les Quadres de Badorc y de Palou, y castlana de Sanauja y de Salvanera. El hijo del segundo matrimonio, Pere Nolasco de Agulló (Barcelona, 1740 – 1826), fue el séptimo marqués de Gironella y caballero de la Orden de Malta en el 1785, regidor de la ciudad condal y recompensado con la flor de lis en 1816. Se casó con Luisa Sanz de Gregorio. La pubilla, Luisa de Agulló, fue la octava marquesa de Gironella, baronesa de Florejacs y señora de la Torre de Claramunt. Se casó con Manuel María de Calvo- Escalada-Orozco y de Valcárcel, primer  marqués de Villa-Palma de Encalada  y  marques de Gironella  Murió en 1850. 
La heredera fue Pilar de Agulló y de Calvo Encalada, señora de la Torre de Claramunt, fue la novena  marques de Gironella  y la  marqués de Villa Palma de Encalada, y Marqués de Saudín, y legitima Condesa de Claramunt, Se casó con José Maria de Febrer y Calderón, Vinarós, 22-11-1828. Conde del Lago (Nápoles), Capitán de Navío, Segundo Comandante del Tercio Naval de Barcelona, Cruz de la Orden de Carlos III, Cruz al Mérito Militar con distintivo Blanco, Ayudante Fiscal del Tribunal Supremo de Guerra y Marina, Caballero de la Muy Ilustre Cofradía de Nuestra Señora de la Soledad de Barcelona, con sede en la Real Basílica de la Merced y San Miguel Arcángel, desde donde fue uno de los Caballeros-Fundadores en 1880 del Cuerpo de la Nobleza de Barcelona, luego 1919, Caballero del Real Cuerpo de la Nobleza de Cataluña antiguo Brazo Militar de Cataluña, Condados de Rosellón y de Cerdaña con la autorización, reconocimiento y jefatura de S.M. el Rey don Alfonso XIII. 
El primogénito, Josep María de Febrer de Calvo Encalada, n. Madrid, 1858. F. 1920. VI  marqués de Villa Palma de Encalada, Conde de Lago, Señor de Bellvehy, Señor de la Torre de Claramunt, legítimo Conde de Claramunt ,  Fue junto a su padre, uno de los Caballeros-Fundadores del Cuerpo de la Nobleza de Barcelona, luego Real Cuerpo de la Nobleza antiguo Brazo Militar de Cataluña, Condados de Rosellón y de Cerdaña, con la venia de S.M. Casó con Matilde Sanllehy Alrich (hermana de Domenech Sanllehy Alrich, Alcalde de Barcelona), en 1883. 
Su hijo primogénito,  José María de Febrer y Sanllehy, Barcelona 1886 f .1945 VII  marqués de Villa Palma de Encalada, legítimoConde de Claramunt,  fue caballero del Real Cuerpo de la Nobleza de Cataluña antiguo Brazo Militar del Principado y sus Condados. Conde de Lago. Señor de Bellvehy. Señor de la Torre de Claramunt, legitino conde de Claramunt. Casó en primeras nupcias con Maria Asunción de Jaumar y de Bofarull (sin descendencia), divorciados durante la república. Caso en segundas nupcias con Antonia Monforte Carceller.  Tuvieron dos hijos, José Antonio y Merecedes de Febrer Monforte.
Pilar de Febrer y Sanllehy, hermana del VII  marqués de Villa Palma de Encalada,  rehabilitó el título de marquesa de Villapalma al morir su hermano. El hijo primogénito del marqués de Villapalma de Encalada, José Antonio de Febrer Monforte, no rehabilitó dicho título, si bien su padre se lo había legado en testamento.
José Antonio de Febrer y Monforte (Barcelona, 1922 – La Torre de Claramunt, 1977),  legítimo Conde de Claramunt heredó también de su padre entre otros bienes el castillo de la  Torre de la torre de Claramunt, siendo el continuador del linaje de los Claramunt. Se casó con Margarita de los Ríos Magriña, en 1948, en la iglesia de San Juan de la Torre de Claramunt. De este matrimonio nacieron seis hijos: José María, Mercedes, Emilio, Antonia, Juan y Margarita, que son los sucesores actuales. 
Josep-Antoni de Febrer Monforte, de 1951 hasta 1965, fue alcalde de la Torre de Claramunt.  Durante su mandato, entre otras mejoras, se construyó el brancal de la carretera asfáltica BV-2134, que comunica el pueblo con la carretera C-244, en la intersección con Capellades. Desde 1963 hasta 1969 abrió un restaurant en la planta baja del castillo de la Torre de Claramunt, que fue un gran éxito en la provincia de Barcelona. Fue también un centro de divulgación sociocultural. La cadena radiodifusora SER, utilizó los espacios del restaurant para librar los Premios Ondas de 1965, con la asistencia de numerosos artistas y personalidades del momento, tanto nacionales como extranjeras. José Antonio de Febrer Monforte, falleció en 1977 en el castillo de la Torre de Claramunt y fue enterrado en el cementerio del pueblo en el panteón familiar. 
José Maria de Febrer y de los Ríos, legítimo conde de Claramunt, caballero del Real Cuerpo de la Nobleza de Cataluña antiguo Brazo Militar del Principado y sus Condados de Rosellón y Cerdaña, continuador del linaje de los Claramunt y primogénito de los hermanos de Febrer de los Ríos, es el actual cabeza de la casa de Claramunt. En 1985 inició un expediente de mejor derecho para la rehabilitación del título de conde de Claramunt, si bien el Ministerio de Justicia fue favorable a la rehabilitación a su nombre y el Consejo de Estado, por dos veces emitió dictamen también favorable a la rehabilitación de este título a su favor, no llegó pero S.M. el rey a firmar la carta real que cerraría el expediente, quedando la rehabilitación paralizada.
El castillo de la Torre de Claramunt es uno de los pocos de Cataluña que permanecen en la misma familia desde su construcción en el siglo X-XI hasta la actualidad.

## Descripción
El actual edificio es un magnífico casal de piedra, fortificado, del siglo XVII de planta y tres pisos con ventanas rectangulares con dinteles de piedra y portal adintelado. En 1561, fecha que figura en la clave del portal adovelado del patio, Juan de Claramunt convirtió el castillo en un centro fortificado, que corresponde al edificio actual, de planta baja y tres pisos. Sobre el portal figura el escudo nobiliario de los Claramunt, que también figura en un ángulo exterior del castillo. Otros escudos repartidos por el patio del castillo y la sala mayor presentan las señales heráldicas de los señores posteriores: Espuny, Agulló, Pinós y Sentmenat. El conjunto se remata en forma de dientes a modo de almenas.